# Naukowe Towarzystwo Informatyki Ekonomicznej
Naukowe Towarzystwo Informatyki Ekonomicznej – stowarzyszenie naukowe skupiające osoby związane z informatyką ekonomiczną w Polsce. Celami towarzystwa są prowadzenie, inicjowanie i popieranie badań naukowych w dziedzinie informatyki ekonomicznej oraz popularyzowanie praktycznego zastosowania osiągnięć informatyki ekonomicznej w gospodarce i życiu społecznym.

## Historia
Towarzystwo zostało założone 22 listopada 1995 roku na zjeździe założycielskim w Sali Senatu Szkoły Głównej Handlowej w Warszawie, z inicjatywy uczestników I Ogólnopolskiej Konferencji Informatyki Ekonomicznej w Jastrzębiej Górze.

## Działalność
NTIE realizuje cele statutowe poprzez:
- Prowadzenie studiów i badań naukowych w dziedzinie informatyki ekonomicznej.
- Współdziałanie w tym zakresie z właściwymi krajowymi i zagranicznymi instytucjami, komitetami i towarzystwami naukowymi, uczelniami i organizacjami gospodarczymi.
- Oddziaływanie na integracje tych badań w skali krajowej.
- Organizowanie kongresów, konferencji oraz narad naukowych krajowych i międzynarodowych.
- Prowadzenie działalności szkoleniowej poprzez organizowanie bądź inicjowanie konferencji, sympozjów, seminariów, narad, konkursów naukowych, odczytów, pokazów itp. form działalności.
- Prowadzenie bądź inicjowanie działalności wydawniczej z zakresu problematyki informatyki ekonomicznej.
- Prowadzenie bibliotek fachowych, zbiorów dokumentacyjnych i innych materiałów źródłowych.
- Inicjowanie tworzenia fundacji i funduszów stypendialnych w porozumieniu z zainteresowanymi instytucjami.
- Udzielanie konsultacji i rozwiązywanie konkretnych problemów w zakresie praktycznego stosowania informatyki ekonomicznej – na zlecenie instytucji i organizacji gospodarczych.
- Podejmowanie innych środków i przedsięwzięć dla realizacji statutowych celów NTIE.

### Prezesi[1]
- Stanisław Wrycza, 1995-2000
- Andrzej Baborski, 2000-2001
- Adam Nowicki, 2002-2007
- Henryk Sroka, 2007-2011
- Jerzy Gołuchowski, 2011-2019
- Dorota Jelonek, od 2019

### Konkurs prac dyplomowych
Od 1997 roku organizowany jest również konkurs na najlepszą pracę dyplomową w grupie prac licencjackich, inżynierskich, magisterskich oraz doktoranckich.